# Peral (Proença-a-Nova)
Peral is een plaats (freguesia) in de Portugese gemeente Proença-a-Nova en telt 792 inwoners (2001).